# Arlindo Gouveia
Arlindo Inacio Gouveia Colina (Punto Fijo, 22 de diciembre de 1969) es un deportista venezolano que compitió en taekwondo. Ganó dos medallas en los Juegos Panamericanos en los años 1987 y 1991, y una medalla en el Campeonato Panamericano de Taekwondo de 1990.

## Palmarés internacional
| Juegos Panamericanos    | Juegos Panamericanos          | Juegos Panamericanos | Juegos Panamericanos |
| Año                     | Lugar                         | Medalla              | Categoría            |
| ----------------------- | ----------------------------- | -------------------- | -------------------- |
| 1987                    | Indianápolis (Estados Unidos) | Medalla de plata     | –50 kg               |
| 1991                    | La Habana (Cuba)              | Medalla de oro       | –54 kg               |
| Campeonato Panamericano |                               |                      |                      |
| Año                     | Lugar                         | Medalla              | Categoría            |
| 1990                    | Bayamón (Puerto Rico)         | Medalla de oro       | –50 kg               |